# Nelida Milani
Nelida Milani, che in alcune pubblicazioni usa anche il cognome da sposata Nelida Milani Kruljac (Pola, 1939), è una scrittrice e linguista della minoranza italiana in Croazia.

## Biografia
Nata a Pola nel 1939, si è laureata alla Facoltà di Lettere dell'Università di Zagabria.
Per alcuni anni ha insegnato italiano e francese nel Liceo croato di Pola, successivamente – specializzatasi in sociolinguistica – dal 1979 ha ricoperto la cattedra di linguistica generale e di semantica alla Facoltà di Pedagogia dell'Università di Pola. Fu per anni vicepreside e responsabile della Sezione Italiana presso la Facoltà di Lettere e Filosofia.
Ha collaborato con tutte le principali riviste della minoranza: il quotidiano La Voce del Popolo, il quindicinale fiumano Panorama e la rivista letteraria La Battana, della quale fu redattore responsabile per oltre quindici anni.

## L'attività scientifico/letteraria
Nella sua attività di linguista, Nelida Milani si è occupata in particolar modo dello sviluppo della competenza comunicativa nei bambini bilingui, pubblicando vari saggi ed articoli su riviste specializzate. Fra questi è da ricordare soprattutto La Comunità Italiana in Istria e a Fiume fra diglossia e bilinguismo (1990), nella collana Etnia del Centro di Ricerche Storiche di Rovigno. Ha anche partecipato alla stesura del volume L'italiano fra i giovani dell'istro-quarnerino (Pola-Fiume 2003), del quale è stata curatrice: un'analisi tuttora insuperata sulla situazione linguistica degli adolescenti della minoranza italiana in Slovenia e Croazia.
Avvicinatasi in età matura alla narrativa, dopo una serie di approcci su giornali e riviste ha ricevuto per cinque stagioni consecutive il Premio Istria Nobilissima per i racconti lunghi-romanzi brevi:
- Insonnia (1987)
- La partita (1988)
- Impercettibili passaggi (1989)
- Una valigia di cartone (1990)
- Tempo di primavera (1991)

Nel 1991 col titolo Una valigia di cartone viene pubblicata dalla Sellerio una raccolta di racconti della Milani. L'anno successivo l'opera si impone al Premio Mondello, ottenendo un buon successo editoriale.
Nel 1996 pubblica in edizione bilingue italiano/croato L'uovo slosso - Trulo jaje.
Nel 1998 esce Bora: un romanzo autobiografico – scritto con Anna Maria Mori – sulle tormentate vicende della terra istriana viste attraverso gli occhi di una esule - Anna Maria Mori - e di una "rimasta" - Nelida Milani: dall'infanzia comune a Pola, alla nuova realtà con la quale entrambe sono costrette a fare i conti: lo sradicamento fisico per chi se ne andò, lo sradicamento interiore per chi rimase in una realtà che non sembra più essere la sua. Bora diviene un piccolo fenomeno editoriale, venendo ripubblicata in più edizioni ed ottenendo svariati premi, fra i quali il Premio Rapallo Carige per la donna scrittrice, il Premio Nazionale Alghero Donna di Letteratura e Giornalismo per la sezione narrativa nel 1999, il Premio Costantino Pavan di San Donà di Piave, il Premio Chiantino.
Nel 2004 è stata nominata Commendatore dell'Ordine della stella della solidarietà italiana.
Nel 2006 viene pubblicata la raccolta Nezamjetne prolaznosti (Impercettibili passaggi), che riunisce una serie di racconti tradotti in croato.
Nel 2007 la EDIT di Fiume pubblica Crinale estremo: un'altra raccolta di racconti che contiene – fra gli altri – nuovamente Una valigia di cartone.
Nel 2009, dopo molti anni d'assenza, rivince il primo premio al concorso Istria Nobilissima, nella categoria "prosa italiana", rinnovando poi la vittoria nel 2011.
Nel gennaio del 2010 il Senato Accademico dell'Università di Pola ha nominato Nelida Milani "Professore Emerito": è la prima intellettuale della Comunità Nazionale Italiana a ricevere questo riconoscimento in Croazia.
Negli anni, Nelida Milani si è imposta come «uno dei massimi esponenti della cultura della Comunità Nazionale Italiana di Croazia e Slovenia» (Forza): è uno dei pochissimi italiani autoctoni della ex Jugoslavia ad essere pubblicato anche in Italia.

## Principali opere pubblicate

### Linguistica
- La Comunità Italiana in Istria e a Fiume fra diglossia e bilinguismo, Rovigno, CRSRV, 1990.
- L'italiano fra i giovani dell'istro-quarnerino (a cura di), Pola/Fiume, Pietas Iulia/EDIT, 2003, ISBN 953-230-002-3.

### Narrativa
- Una valigia di cartone, Palermo, Sellerio, 1991, ISBN 88-389-0731-5
- L'ovo slosso - Trulo jaje, Fiume/Zagabria, EDIT/Durieux, 1996, ISBN 953-6150-33-6.
- Bora (con Anna Maria Mori), Como, Frassinelli, 1998, ISBN 88-8274-901-0.
- Nezamjetne prolaznosti, Pola, Čakavski sabor, 2006, ISBN 953-7-17607-X.
- Crinale estremo, Fiume, EDIT, 2007, ISBN 978-953-230-086-4.
- Racconti di guerra, Trieste, Il Ramo d'Oro, 2008, ISBN 978-88-89359-40-2.
- L'anima altrove, Milano, Rizzoli, 2012, ISBN 978-88-17-05517-8 (libro di Anna Maria Mori, la Milani ha scritto il capitolo Dentro le mura).
- La bacchetta del direttore, Legnago, Oltre, 2013, ISBN 978-88-97264-26-2.
- Lo spiraglio, Nardò, Besa, 2017, ISBN 978-88-497-1098-4.
- Di sole, di vento e di mare, con uno scritto di Mauro Sambi, Vicenza, Ronzani Editore, 2019, ISBN 978-88-94911-48-0.